# Xela Arias
Pour les articles homonymes, voir Arias.
Xela Arias Castaño, née à Lugo le 4 mars 1962 et morte le 2 novembre 2003 à Vigo, est une universitaire, poétesse et traductrice galicienne.

## Biographie
Xela Ariaos étudie à l'université de Vigo. En 1996, elle est diplômée de l'université de Saint-Jacques-de-Compostelle, spécialiste de la langue galicienne.
Dans sa carrière, elle traduit en galicien des œuvres de Jorge Amado, Camilo Castelo Branco, James Joyce, Fenimore Cooper et de Wenceslao Fernández Flórez.

## Ouvrages
- Denuncia do equilibrio, 1986
- Tigres coma cabalos, 1990
- Darío a diario, 1996
- Intempériome, 2003